# Zombies Ate My Neighbors
Zombies Ate My Neighbors (littéralement : « Les zombies ont mangé mes voisins »), connu sous le nom Zombies en Europe, est un jeu vidéo d'action développé par LucasArts, sorti sur Mega Drive et Super Nintendo en 1993.

## Trame
Zeke et Julie doivent sauver leurs voisins de l'armée de zombies et autres monstres créés par l'affreux Dr Tongue. Attraper les voisins et tuer les zombies : telle est leur mission avant d'en finir avec le savant dans son laboratoire.

## Système de jeu
Ce jeu est du type hit and run (courir et taper en même temps). Le jeu peut se jouer en deux modes : solo (choix entre Julie ou Zeke) ou coopératif. Les personnages évoluent dans 55 niveaux vus du dessus et peuplés de monstres avec de nombreuses références aux films d'horreur et films de série B comme les zombies de la saga de George A. Romero, des poupées maléfique à la Chucky, des hommes masqués ressemblant à Jason Voorhees, des momies ou des vampires…